# Vivir cada día
Vivir cada día va ser un programa de televisió dirigit pel periodista José Luis Rodríguez Puértolas i que es va emetre per Televisió espanyola entre 1978 i 1988.

## Format
L'espai responia a la fórmula de docudrama i pretenia ser un reflex de la vida quotidiana de persones anònimes que normalment no eren objecte de l'atenció dels mitjans de comunicació. D'aquesta manera, mestresses de casa, miners, policies o habitants d'algun llogaret minúscul mostren davant la càmera la seva vida habitual.
A partir de 1983 el programa va renovar el seu format, centrant-se cada episodi, no en un col·lectiu específic, sinó en un únic personatge real que recrea davant la càmera la seva peripècia vital mitjançant la tècnica de la dramatització.

## Presentació
En les primera temporada, el documental era introduït pel presentador Florencio Solchaga. A partir de la segona temporada, la figura del presentador va desaparèixer de l'espai.

## Fitxa tècnica
- Adreça: Jose Luis R. Puertolas
- Fotografia: José M. Reverte, José Manuel Iglesias
- Muntatge: Iván Aledo, Amparo Martínez Dorado, Nicolás Muñoz.
- Realització: Lisardo García, Cherna Echevarría, Aurora Llorente, Santiago Castellanos, Javier Maqua.
- Producció: Francisco Álvarez.

## Premis
- Premis Ondas, Nacionals de Televisió: el 1979 i 1983.
- TP d'Or: Millor Programa Informatiu i d'Actualitat en 1980 i 1983.

## Llista de programes emesos (parcial)
1978
- 16 de novembre: Unidos por la música, rodat a Sueca.
- 29 de novembre: La vida en Lizado (Navarra).
- 13 de desembre: Un Pueblo de alta mar.
- 20 de desembre: Los quintos.
- 27 de desembre: La vida en Llavanes (León).

1979
- 3 de gener: La matanza, rodat a Entrepeña, Zamora.
- 10 de gener: El ferry J. J. Sister, rodat a la ruta Las Palmas-Cadis.
- 17 de gener: Empleados de gasolineras.
- 24 de gener: Españolas en París.
- 31 de gener: Juan Mariano, rodat a Balerma.
- 7 de febrer: Fontilles, una enfermedad entre murallas, rodat a Fontilles.
- 14 de febrer: Pilar y Manuel le participan su boda, rodat a Lagartera.
- 21 de febrer: En el hogar y para el hogar.
- 28 de febrer: Urgencias, rodat a l'Hospital Doce d'octubre de Madrid.
- 7 de març: Chicos de internado.
- 14 de març: Mientras la ciudad duerme, sobre els treballadors nocturns, rodat a Logronyo.
- 21 de març: En la ardiente oscuridad, sobre un centre de rehabilitació de cecs, rodat a Sabadell.
- 28 de març: Tiempo de ilusión. Tiempo de recuerdos, sobre els nens de Friol i una parella de Villaescusa (Zamora) amb 57 anys de matrimoni.
- 11 d'abril: Pueblos frente a las aguas, rodat a Riaño.
- 18 d'abril: Con el asfalto y bajo el asfalto, sobre peons caminers, rodat a Sepúlveda.
- 2 de maig: Madrid, parque de bomberos número dos.
- 30 de maig: La pelea y la doma, sobre baralles de galls, rodat al Camp de Gibraltar.
- 6 de juny: Hombres pequeños, sobre el nanisme.
- 20 de juny: Antonia del Amo, ama de casa, rodat a Barcelona.
- 4 de juliol: Taxi, taxi!.
- 18 de juliol: Las ciudades dormitorio.
- 25 de juliol: Las cuadrillas de los toreros.
- 8 d'agost: Minusválidos .
- 15 d'agost: Profesionales del riesgo, rodat a Barcelona i Còrdova.
- 22 d'agost: Los emigrantes, rodat a Brussel·les.
- 5 de setembre: Claustros del Císter, rodat a Sobrado (La Corunya).
- 12 de setembre: Han llegado los cómicos.
- 3 d'octubre: Vendedoras ambulantes.
- 24 d'octubre: La Policía Nacional.
- 7 de novembre: Solos ante el peligro, sobre els àrbitres de futbol.
- 14 de novembre: Los hombres de la construcción.
- 21 de novembre: Cosecheros del mar, rodat a Llanes i La Corunya.
- 26 de desembre: Transporte bajo tierra, rodat al Metro de Madrid.

1980
- 23 de gener: Entre muros de adobe, sobre el fenomen del barraquisme.
- 30 de gener: Esperamos que hayan tenido un feliz vuelo, sobre hostesses de vol.
- 13 de febrer: Mercabarna, rodat a Barcelona.
- 20 de febrer: Once platos a la mesa, sobre una família nombrosa rodat a Oviedo.
- 27 de febrer: Pintores principiantes.
- 5 de març: For spanish bulerías, sobre el flamenc.
- 12 de març: Carnaval, rodat a Santa Cruz de Tenerife.
- 2 d'abril: El Diario de Pontevedra.
- 16 d'abril: Semana Santa, rodat a Màlaga.
- 23 d'abril: Parroquias de barrio, rodat a Saragossa.
- 30 d'abril: La última copa, sobre alcoholisme.
- 14 de maig: Las lágrimas del viejo payaso, sobre artistes de circ jubilats.
- 4 de juny: Deportistas.
- 11 de juny: Madres solteras.
- 18 de juny: Juan Carlos y Loli quieren un piso.
- 25 de juny: Guardas en monasterios, rodat al monestir de San Pedro de Arlanza i a Suso.
- 9 de juliol: Los nuevos rockeros.
- 16 de juliol: No somos inútiles, sobre minusvàlids físics i mentals.
- 23 de juliol: Profesionales de la radio.
- 10 de setembre: Los cómicos de la legua.
- 1 d'octubre: Trabajadores del orden.
- 8 d'octubre: Al otro lado del Estrecho, rodat a Ceuta.
- 15 d'octubre: De Marruecos a las Ramblas, sobre la immigració.
- 22 d'octubre: Julia e Isabel, enfermeras, rodat a Alacant.
- 29 d'octubre: Entre rejas, rodat a la presó de Vigo.
- 5 de novembre: Pueblos cántabros pasiegos.
- 12 de novembre: Enfermo de riñón.
- 3 de desembre: Corralas, rodat a Madrid.

1981
- març: La Pasión de Esparreguera, rodat a Esparreguera, Catalunya.
- 26 de desembre: Moteles de carretera, rodat a San Miguel de Villalobar, Lleó.

1982
- 23 de febrer: Reclusas, rodat a la Presó de Yeserías de Madrid
- 15 de maig: Exiliados españoles, rodat a Mèxic.
- 3 d'agost: Suspiros de España, sobre emigrants.

1984
- 14 de maig: Retorno a mi valle , rodat a Vega de Cien Astúries.